# Osmoglossum
Osmoglossum é um género botânico pertencente à família das orquídeas (Orchidaceae).